# Broniszów (Basses-Carpates)
Pour les articles homonymes, voir Broniszów.
Broniszów est une localité polonaise de la gmina de Wielopole Skrzyńskie, située dans le powiat de Ropczyce-Sędziszów en voïvodie des Basses-Carpates.